# 第23回国民体育大会
第23回国民体育大会（だい23かいこくみんたいいくたいかい）は、1968年に開催された国民体育大会である。冬季スキー競技大会のスローガンは「心をこめて迎えよう白馬国体」、夏季・秋季大会のテーマは「新しい時代をひらく国体」、スローガンは「明るく、清く、たくましく」。明治100年の記念年にあたることから、正式名称は明治百年記念第二十三回国民体育大会である。

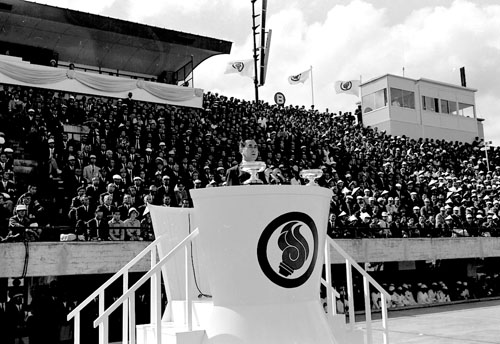
福井市の運動公園陸上競技場での開会式の様子

## 概要
当時の福井県の人口は約75万人で、人口100万人以下の県で初めて開催された大会となった。足りないところは真心で補おうと県民総参加で取り組んだ結果「親切国体」とも呼ばれ、天皇杯を獲得して大会自体も大成功を収めた。
入場行進の際には、天皇・皇后がロイヤルボックスに着席した。
行進曲には「この明るさの中にゆけ」「イッチョライ節」「福井音頭」が流れた。

## 詳細
| 季    | 期間                    | 開催地                       | 競技数 | 参加者数 |
| ----- | ----------------------- | ---------------------------- | ------ | -------- |
| 冬    | 1968年1月25日 - 1月28日 | 北海道帯広市                 | 1      | 1,465    |
| 冬    | 1968年2月15日 - 2月18日 | 長野県白馬村                 | 1      | 1,813    |
| 夏    | 1968年9月4日 - 9月7日   | 福井県福井市・三国町・美浜町 | 3      | 3,798    |
| 秋    | 1968年10月1日 - 10月6日 | 福井県                       | 28     | 17,180   |
| 合 計 | 合 計                   | 合 計                        | 33     | 24,256   |

## 冬季大会

### スケート競技会
第23回国民体育大会冬季大会スケート競技会は、1月25日～1月28日に北海道帯広市で開催された。

#### 実施競技・会場一覧
| 競技名   | 競技名         | 会場地 | 会場             |
| -------- | -------------- | ------ | ---------------- |
| スケート | スピード       | 帯広市 | 緑ヶ丘特設リンク |
| スケート | フィギュア     | 帯広市 | 緑ヶ丘特設リンク |
| スケート | アイスホッケー | 帯広市 | 緑ヶ丘特設リンク |

### スキー競技会
第23回国民体育大会冬季大会スキー競技会は、2月15日～2月18日に長野県白馬村で行われた。テーマは「清新・協調・歓喜」、スローガンは「心をこめて迎えよう白馬国体」。

#### 実施競技・会場一覧
- スキー　白馬シヤンツェ

## 夏季大会

### 実施競技・会場一覧
- 水泳　福井運動公園水泳場
- 漕艇　久々子湖漕艇場
- ヨット　三国ヨット競技場

## 秋季大会

### 実施競技・会場一覧
- 陸上競技　福井運動公園陸上競技場
- サッカー　福井県立三国高等学校グラウンド　三国町三国中学校グラウンド
- テニス　福井運動公園庭球場　福井市営庭球場
- ホッケー　朝日町営グランド
- ボクシング　福井県立若狭高等学校　第二体育館
- バレーボール　敦賀市立体育館　鯖江市営バレーボールコート
- 体操　武生市営体育館
- バスケットボール　福井市体育館　松岡町体育館
- レスリング　金津町体育館
- ウェイトリフティング　坂井町坂井中学校体育館　福井県立坂井農業高等学校体育館
- ハンドボール　高浜町高浜小学校グラウンド
- 自転車競技　福井市営競技場　ロードレースコース
- ソフトテニス　武生市営庭球場
- 卓球　福井県立藤島高等学校第2体育館
- 軟式野球　敦賀市営野球場　武生市営野球場
- 相撲　大野市営相撲競技場
- 馬術　福井県立羽水高等学校グラウンド
- フェンシング　今立町南中山小学校体育館　南越中学校組合立南越中学校体育館
- 柔道　春江町体育館
- ソフトボール　大野市有終中学校グラウンド　勝山市営長山公園グラウンド
- バドミントン　福井県立勝山合同体育館
- 弓道　福井市営弓道場　福井市宝永小学校グラウンド
- ライフル射撃　福井県営ライフル射撃場　福井県営福井県警察学校射撃場
- 剣道　福井市森田体育館
- ラグビー　小浜市営グラウンド　芝浦製作所小浜工場グラウンド
- クレー射撃　勝山市営射撃場
- 高校野球　福井運動公園球場　丸岡町丸岡中学校グラウンド

## 総合成績

### 天皇杯
- 1位 - 福井県
- 2位 - 東京都
- 3位 - 埼玉県

### 皇后杯
- 1位 - 東京都
- 2位 - 愛知県
- 3位 - 大阪府

## 主な出来事
- 1967年、国体実行委員会が大会ポスターを公募し、一位に選ばれた作品が、後に東京オリンピックの障害走競技の写真を裏焼きしたものであることが判明。改めて審査のやり直しが行われた≤[4]。